# Miroslav Raichl
Miroslav Raichl (2. února 1930 Náchod – 11. ledna 1998 Dvůr Králové nad Labem) byl český hudební skladatel. Vynikl zejména tvorbou pro dětské pěvecké sbory.

## Život
Od dětství hrál na housle a na klavír. Po maturitě na reálce studoval skladbu na Akademii múzických umění v Praze u Pavla Bořkovce a po absolvování pokračoval ve studiu jako aspirant u Václava Dobiáše. Od roku 1957 byl zaměstnancem archivu Českého hudebního fondu. V letech 1958–1962 působil jako tvůrčí tajemník skladatelské sekce Svazu československých skladatelů.
V letech 1965–1970 učil na Pražské konzervatoři. V roce 1967 se stal externím pracovníkem ÚV KSČ a připravoval kulturní agendu i pro anulovaný Vysočanský sjezd KSČ, který se konal po vpádu vojsk Varšavské smlouvy v roce 1968. Po celá sedmdesátá léta se pak jeho hudba nesměla hrát. Od roku roce 1980 až do konce svého života učil na konzervatoři v Pardubicích.
V roce 1988 založil komorní vokálně-instrumentální soubor ReBelcanto, se kterým dosáhl velkých úspěchů na festivalech po celé Evropě.
Zemřel 11. ledna 1998 v nemocnici ve Dvoře Králové nad Labem.

## Dílo
Ve svých skladatelských počátcích se nevyhnul tendenční tvorbě v duchu socialistického realismu, tvorbě masových a politických písní. Prvým velkým skladatelským úspěchem Miroslava Raichla bylo zaznění jeho 2. symfonie na Přehlídce nové symfonické tvorby v Praze v roce 1961 a její zařazení do reprezentativní gramofonové edice „Musica nova bohemica et slovaca“. Dramatické plochy, kontrastující s citově zaujatými meditativními pasážemi, bohatství melodických a barevných nápadů jsou charakteristické pro tuto i další Raichlovy orchestrální skladby. Mezi nimi jsou i dvě symfoniety pro komorní orchestr.
Na poli operním po romantické prvotině „Fuente Ovejuna“ následovaly dvě aktovky na libreto Jiřího R. Picka, na jehož texty vznikla i řada sborových skladeb zejména pro děti.

### Orchestrální díla
- Ouvertura pro velký orchestr (1953)
- I. symfonie B-dur (1955)
- II. symfonie (1960)
- Symfonický triptych (1975)
- Sedm invencí pro orchestr (1966)
- Pět miniatur pro smyčce (1966)
- Odpoledne v Zoo. Symfonická suita pro děti (1970)
- Pět tanečních fantazií pro orchestr (1970)
- Symfonietta pro komorní orchestr (1977)
- II. symfonietta pro komorní orchestr (1984)
- Divertimento pro komorní orchestr (1986)

### Komorní skladby
- II. klavírní sonáta (1961)
- Pět invencí pro klarinet a harfu (1968)
- Sonáta pro klavír na 4 ruce (1977)
- Nerozvážnosti pro klavír (1982)
- Divertimento pro smyčcové kvarteto (1983)
- Moravská balada pro varhany (1988)

### Písně
- Tři písně na slova Nicolase Guiléna pro baryton, flétnu, klarinet, kontrabas, klavír, kytaru a bicí nástroje (1963, klavírní verze 1988)
- Letěla tudy labutě. Cyklus písní pro soprán a klavír na lidové texty (1981)
- Elegie na odchodnou. Koncertní árie pro soprán a orchestr na Ovidiova slova (1982)
- Modravou mlhou. Tří písně na slova Anny Achmatovové pro soprán a klavír (1983)
- Nezvalovský sešit. Písně pro bas a klavír na slova Vítězslava Nezvala (1967-1988)
- Písně na lidové texty pro různé hlasy a klavír (1986-88)
- Zpívání do tmy. Cyklus písní pro soprán a klavír na slova Václava Fischera (1988)
- Tři malé elegie. Cyklus písní pro bas a klavír na slova Oldřicha Wenzla, Jiřího Suchého a Josefa Bruknera (1988)

### Dětské sbory
- Brusič mráz. Dětský sbor s klavírem na slova Zdeňka Kriebla (1964)
- Ivánkova zvířátka, strašidla a prasátka. Cyklus dětských sborů s klavírem na slova Jiřího R. Picka (1966)
- Jak se máme, co děláme. Cyklus dětských sborů s klavírem na slova Ericha Sojky (1970)
- Rýmovaní vorvani a jiná zvěř. Cyklus dětských sborů s klavírem na slova Ericha Sojky (1970)
- Jeden přes druhého. Cyklus dětských sborů s klavírem na slova Ericha Sojky (1970)
- Veselá teorie. Cyklus dětských sborů s klavírem na slova Ericha Sojky (1971)
- Desítka písníček z gramofonu Jendy Bendy. Cyklus dětských sborů s klavírem na slova J. R. Picka (1971)
- Pětiprsté písničky po jednohlasý zpěv a klavír (pro mateřské školy) na slova J. R. Picka (1973)
- Tři malé pohádky, pro dětský sbor a klavír na slova Václava Fischera (1972)
- Veselé minizoo. Cyklus dětských sborů s klavírem na slova Roberta Desnose (1973)
- Requiem za Lidice. Dětský sbor s klavírem na slova V. Fischera (1973)
- Deset slovenských lidových písní pro dětský (dívčí) trojhlas (1973)
- Divertimento pro dětský sbor a cappella (1974)
- Písničky pro našeho pejska. Cyklus dětských sborů s klavírem na slova J. R. Picka (1977)
- Vyprávění o Jankovi a Aničce pro dětský sbor a cappella na slova lidové poezie (1978)
- Co se v moři vlnkám dvoří. Cylus dětských sborů s klavírem na slova V. Fischera (1983)

### Ženské sbory
- Verše psané na vodu, na slova japonských pětiverší s klavírem (1961)
- Hrál kdosi na hoboj, na slova (1966)
- Tři konce lásky, na básně Jacquese Préverta (1973)
- Pět kanzonet na starou japonskou poezii (1978)
- Krásná růže, na slova Vítězslava Nezvala (1979)
- Mír, na slova Josefa Hory (1988)

### Smíšené sbory
- Milování bez vídání, na slova staročeského anonyma (1970)
- Pět smíšených sborů na slova Jiřího R. Picka (1973)
- Roční rozmary. Smíšené sbory na slova Václava Fischera (1974)
- Šest madrigalů na slova Jiřího R. Picka (1978)
- O marném štěstí. Smíšený sbor na slova českého anonyma z 18. stol. (1986)
- Vůně domova. Smíšené sbory na slova Václava Fischera (1987)
- 10 lidových písní v úpravách pro smíšený sbor (1988)

### Velké vokální skladby
- Historický obraz. Kantáta pro soprán, tenor, smíšený sbor a symfonický orchestr na texty českých středověkých anonymů a Jana Amose Komenského (1984–1986)
- Fuente Ovejuna. Celovečerní opera na námět Lope de Vegy (1957)
- Fotbalová opera (libreto Jiří R. Pick, 1970)
- Opera o chatě (libreto Jiří R. Pick, 1974)